# Saint-Denis-de-Palin
Saint-Denis-de-Palin est une commune française située dans le département du Cher, en région Centre-Val de Loire. Comme une soixantaine d'autres communes françaises, elle est sous le patronage de saint Denis.

## Géographie

### Hameaux et écarts
Le lieu-dit Chézal-Chauvier distant du bourg de 6 km dépend de la commune, il possédait sa propre école.
La gare des feuillats du "Taco" (sur la ligne du chemin de fer secondaire du Réseau du Cher reliant Bourges - Dun-sur-Auron - Laugère) avec l'inscription "Chézal Chauvier" sur son fronton se trouve en réalité sur la commune limitrophe de Saint-Germain-des-Bois.

### Hydrographie
Le territoire de la commune est traversé par la rivière de l'Auron.
La totalité des  8.13 km du canal de Berry traversant la commune a été comblé et revendu à des propriétaires privés dans les années 60, il reste néanmoins quelques vestiges: la cabane des mariniers (entre le parking de la salle des fêtes et l'Auron), écluses et bornes.

### Climat
Pour des articles plus généraux, voir Climat du Centre-Val de Loire et Climat du Cher.
En 2010, le climat de la commune est de type climat océanique dégradé des plaines du Centre et du Nord, selon une étude du CNRS s'appuyant sur une série de données couvrant la période 1971-2000. En 2020, Météo-France publie une typologie des climats de la France métropolitaine dans laquelle la commune est exposée à un climat océanique altéré et est dans la région climatique  Centre et contreforts nord du Massif Central, caractérisée par un air sec en été et un bon ensoleillement. 
Pour la période 1971-2000, la température annuelle moyenne est de 11,1 °C, avec une amplitude thermique annuelle de 15,7 °C. Le cumul annuel moyen de précipitations est de 739 mm, avec 11,1 jours de précipitations en janvier et 7,1 jours en juillet. Pour la période 1991-2020, la température moyenne annuelle observée sur la station météorologique la plus proche, située sur la commune de Dun-sur-Auron à 7 km à vol d'oiseau, est de 12,0 °C et le cumul annuel moyen de précipitations est de 785,3 mm,. Pour l'avenir, les paramètres climatiques de la commune estimés pour 2050 selon différents scénarios d'émission de gaz à effet de serre sont consultables sur un site dédié publié par Météo-France en novembre 2022.

## Urbanisme

### Typologie
Au 1er janvier 2024, Saint-Denis-de-Palin est catégorisée commune rurale à habitat dispersé, selon la nouvelle grille communale de densité à 7 niveaux définie par l'Insee en 2022.
Elle est située hors unité urbaine. Par ailleurs la commune fait partie de l'aire d'attraction de Bourges, dont elle est une commune de la couronne,. Cette aire, qui regroupe 111 communes, est catégorisée dans les aires de 50 000 à moins de 200 000 habitants,.

### Occupation des sols
L'occupation des sols de la commune, telle qu'elle ressort de la base de données européenne d’occupation biophysique des sols Corine Land Cover (CLC), est marquée par l'importance des territoires agricoles (94,8 % en 2018), une proportion sensiblement équivalente à celle de 1990 (94,5 %). La répartition détaillée en 2018 est la suivante : 
terres arables (87,4 %), forêts (4,3 %), zones agricoles hétérogènes (3,7 %), prairies (3,6 %), zones urbanisées (0,9 %).
L'évolution de l’occupation des sols de la commune et de ses infrastructures peut être observée sur les différentes représentations cartographiques du territoire : la carte de Cassini (XVIIIe siècle), la carte d'état-major (1820-1866) et les cartes ou photos aériennes de l'IGN pour la période actuelle (1950 à aujourd'hui).

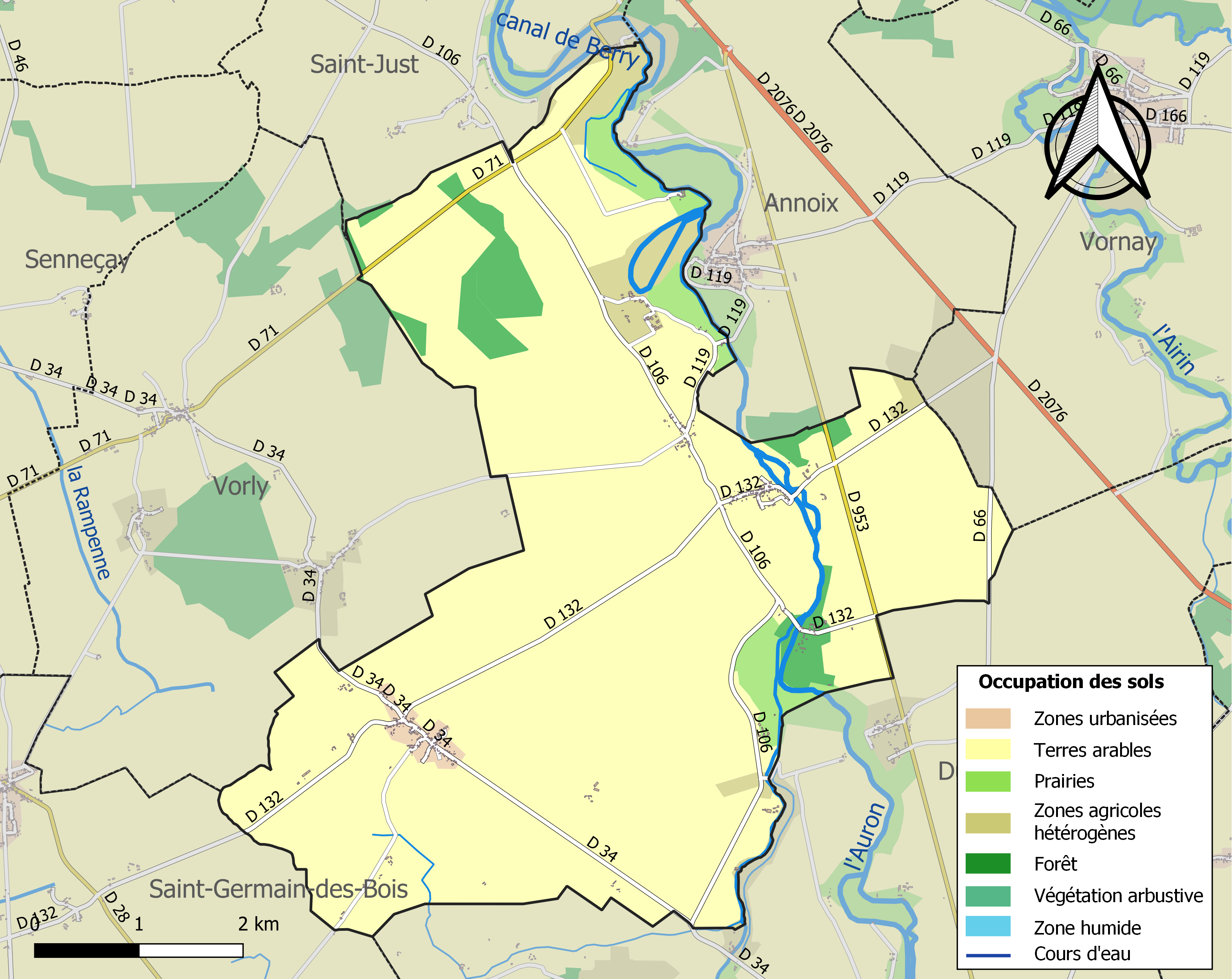
Carte des infrastructures et de l'occupation des sols de la commune en 2018 (CLC).

### Risques majeurs
Le territoire de la commune de Saint-Denis-de-Palin est vulnérable à différents aléas naturels : météorologiques (tempête, orage, neige, grand froid, canicule ou sécheresse), mouvements de terrains et séisme (sismicité faible). Un site publié par le BRGM permet d'évaluer simplement et rapidement les risques d'un bien localisé soit par son adresse soit par le numéro de sa parcelle.

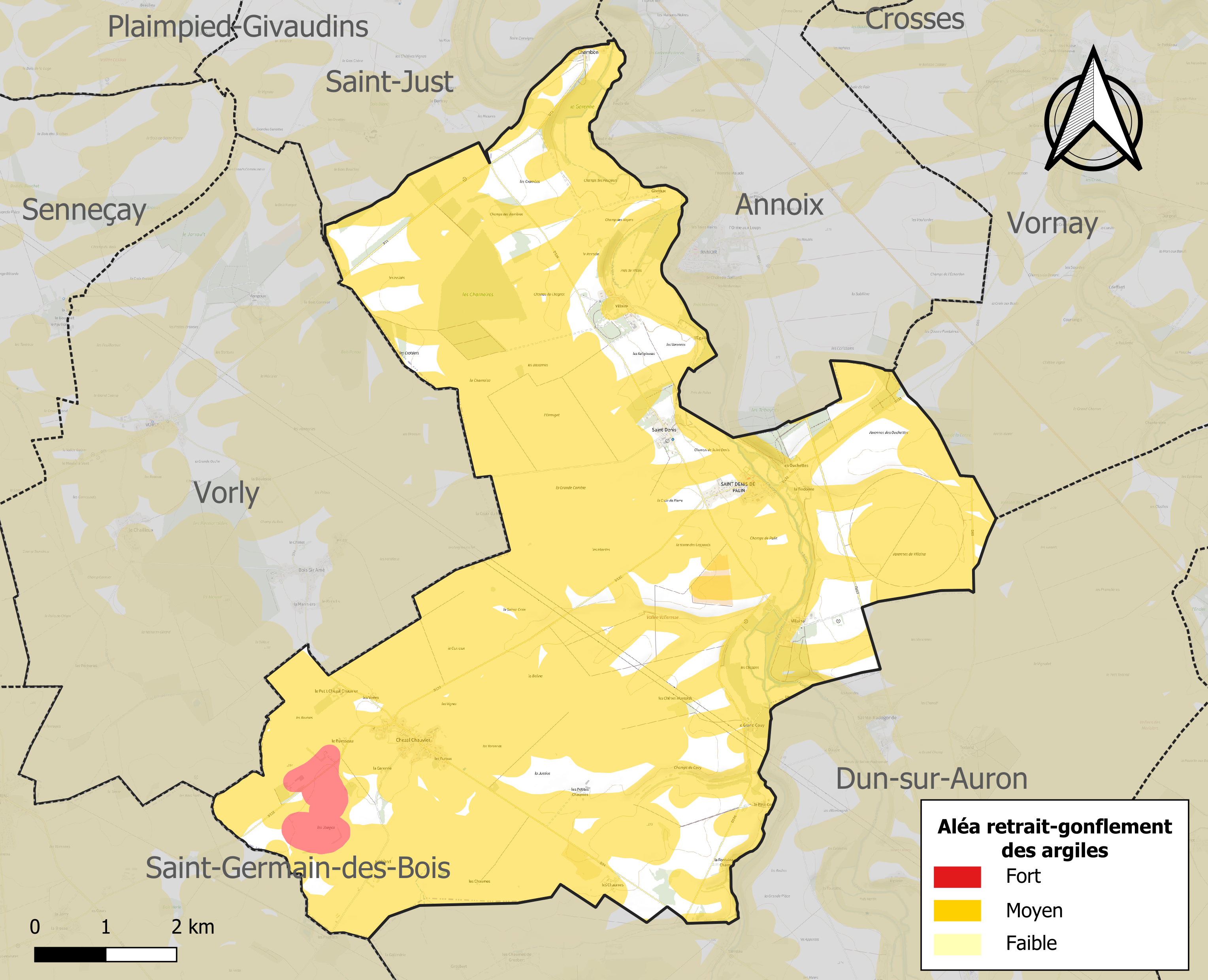
Carte des zones d'aléa retrait-gonflement des sols argileux de Saint-Denis-de-Palin.

La commune est vulnérable au risque de mouvements de terrains constitué principalement du retrait-gonflement des sols argileux. Cet aléa est susceptible d'engendrer des dommages importants aux bâtiments en cas d’alternance de périodes de sécheresse et de pluie. 83 % de la superficie communale est en aléa moyen ou fort (90 % au niveau départemental et 48,5 % au niveau national). Sur les 165 bâtiments dénombrés sur la commune en 2019, 127 sont en aléa moyen ou fort, soit 77 %, à comparer aux 83 % au niveau départemental et 54 % au niveau national. Une cartographie de l'exposition du territoire national au retrait gonflement des sols argileux est disponible sur le site du BRGM,.
Concernant les mouvements de terrains, la commune a été reconnue en état de catastrophe naturelle au titre des dommages causés par la sécheresse en 2019 et par des mouvements de terrain en 1999.

## Toponymie
Palin viendrait du latin palus, le marais.[réf. nécessaire]
Les habitants de Saint-Denis-de-Palin se nomment les Palinois.

## Histoire
Des tertres funéraires protohistoriques ont été découverts sur la commune.

## Politique et administration

### Liste des maires
| Période                                  | Période  | Identité             | Étiquette | Qualité                                   |
| ---------------------------------------- | -------- | -------------------- | --------- | ----------------------------------------- |
| Les données manquantes sont à compléter. |          |                      |           |                                           |
| mars 2001                                | En cours | Jean-Michel Bertaux, |           | Chef d'entreprise de dix salariés ou plus |

### Distinctions et labels
Dans son palmarès 2016, le Conseil National des Villes et Villages Fleuris de France a attribué deux fleurs à la commune au Concours des villes et villages fleuris.

## Démographie
L'évolution du nombre d'habitants est connue à travers les recensements de la population effectués dans la commune depuis 1793. Pour les communes de moins de 10 000 habitants, une enquête de recensement portant sur toute la population est réalisée tous les cinq ans, les populations de référence des années intermédiaires étant quant à elles estimées par interpolation ou extrapolation. Pour la commune, le premier recensement exhaustif entrant dans le cadre du nouveau dispositif a été réalisé en 2007.

En 2022, la commune comptait 278 habitants, en évolution de −11,75 % par rapport à 2016 (Cher : −2,48 %, France hors Mayotte : +2,11 %).
| 1793 | 1800 | 1806 | 1821 | 1831 | 1836 | 1841 | 1846 | 1851 |
| ---- | ---- | ---- | ---- | ---- | ---- | ---- | ---- | ---- |
| 528  | 520  | 560  | 533  | 578  | 625  | 618  | 635  | 640  |

| 1856 | 1861 | 1866 | 1872 | 1876 | 1881 | 1886 | 1891 | 1896 |
| ---- | ---- | ---- | ---- | ---- | ---- | ---- | ---- | ---- |
| 720  | 699  | 707  | 673  | 685  | 626  | 605  | 552  | 535  |

| 1901 | 1906 | 1911 | 1921 | 1926 | 1931 | 1936 | 1946 | 1954 |
| ---- | ---- | ---- | ---- | ---- | ---- | ---- | ---- | ---- |
| 534  | 540  | 538  | 495  | 504  | 465  | 424  | 392  | 360  |

| 1962 | 1968 | 1975 | 1982 | 1990 | 1999 | 2006 | 2007 | 2012 |
| ---- | ---- | ---- | ---- | ---- | ---- | ---- | ---- | ---- |
| 365  | 354  | 314  | 327  | 374  | 339  | 336  | 335  | 344  |

| 2017 | 2022 | - | - | - | - | - | - | - |
| ---- | ---- | - | - | - | - | - | - | - |
| 302  | 278  | - | - | - | - | - | - | - |

## Culture locale et patrimoine

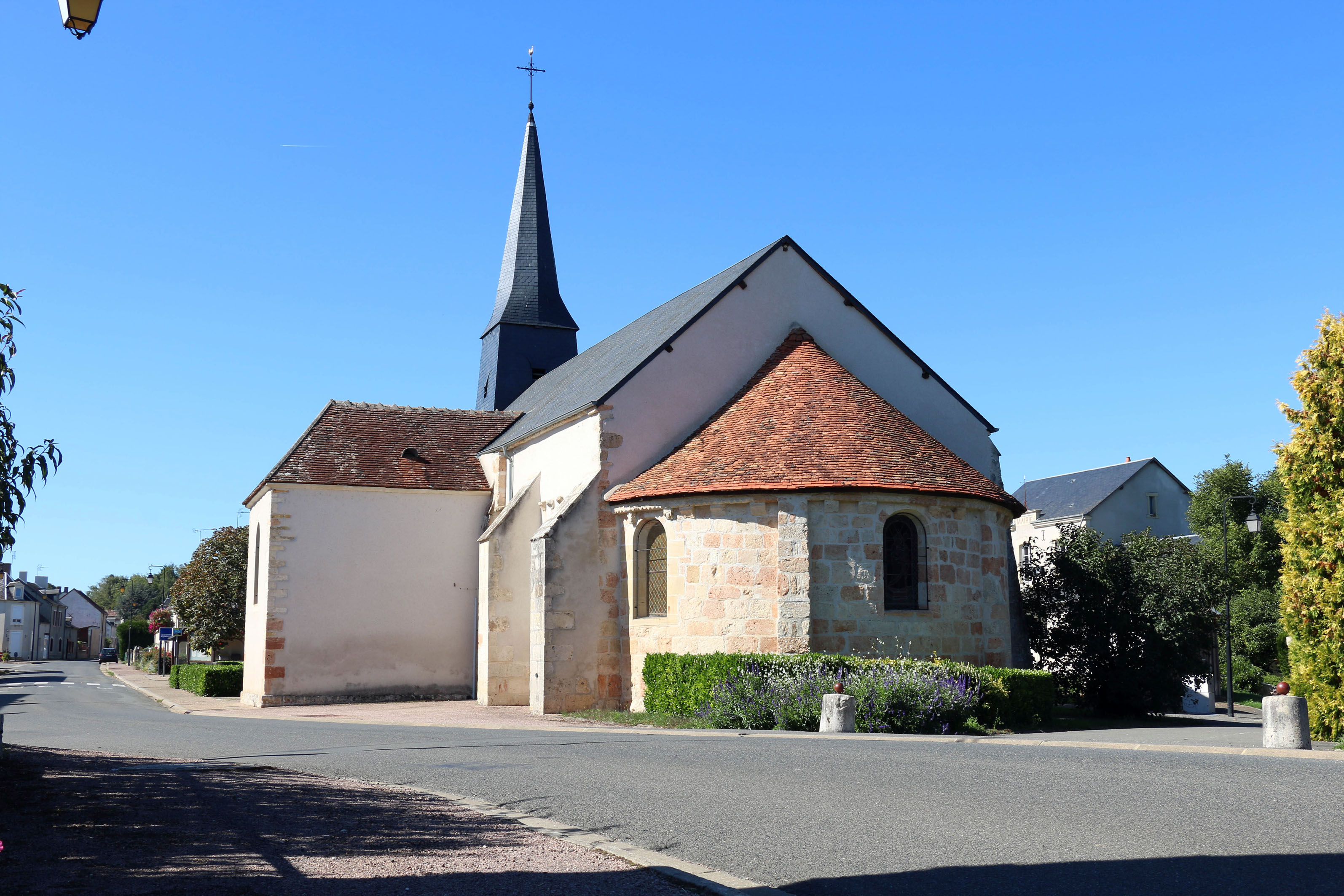
église Saint-Amand

### Lieux et monuments
- L'église Saint-Amand de Saint-Denis-de-Palin est de style roman, du XIIe siècle.

Quelques belles pierres en calcaire ferrugineux lui donnent sa belle coloration, le toit et le clocher sont recouverts d'ardoise, son chevet en hémicycle est coiffé de tuiles plates.
Elle ouvre à l'ouest par un portail roman sous trois voussures en plein cintre.
Le chevet plus étroit et plus bas que la nef a conservé deux modillons intéressants.
- Moulin de Villaire, ancien moulin à farine daté du 1er quart 19e siècle : mentionné sur l'ancien cadastre (1830)
- Moulin de Villaine, au lieu-dit Villainen, tour d'un ancien moulin à vent démantelé sous Napoléon III et transformé en ferme.

Ancien point géodésique ce qui explique ses bandes rouges et blanches.

### Personnalités liées à la commune
- Antoine Boin député du Cher, décédé à Saint-Denis-de-Palin en 1852.
- Joseph-Louis-Marie Heurtault de Lammerville est né à Saint-Denis-de-Palin le 9 aoüt 1847, vicomte, général de brigade[26].
- Antoine de Jacquelot du Boisrouvray, né sur la commune, peintre animalier, auteur de carrés Hermès et de cartons peints pour la tapisserie d'Aubusson[27].